# Кот-д'Івуар на літніх Олімпійських іграх 2020
Кот-д'Івуар на літніх Олімпійських іграх 2020 представляли двадцять вісім спортсменів у шести видах спорту.